# Sa Fosca

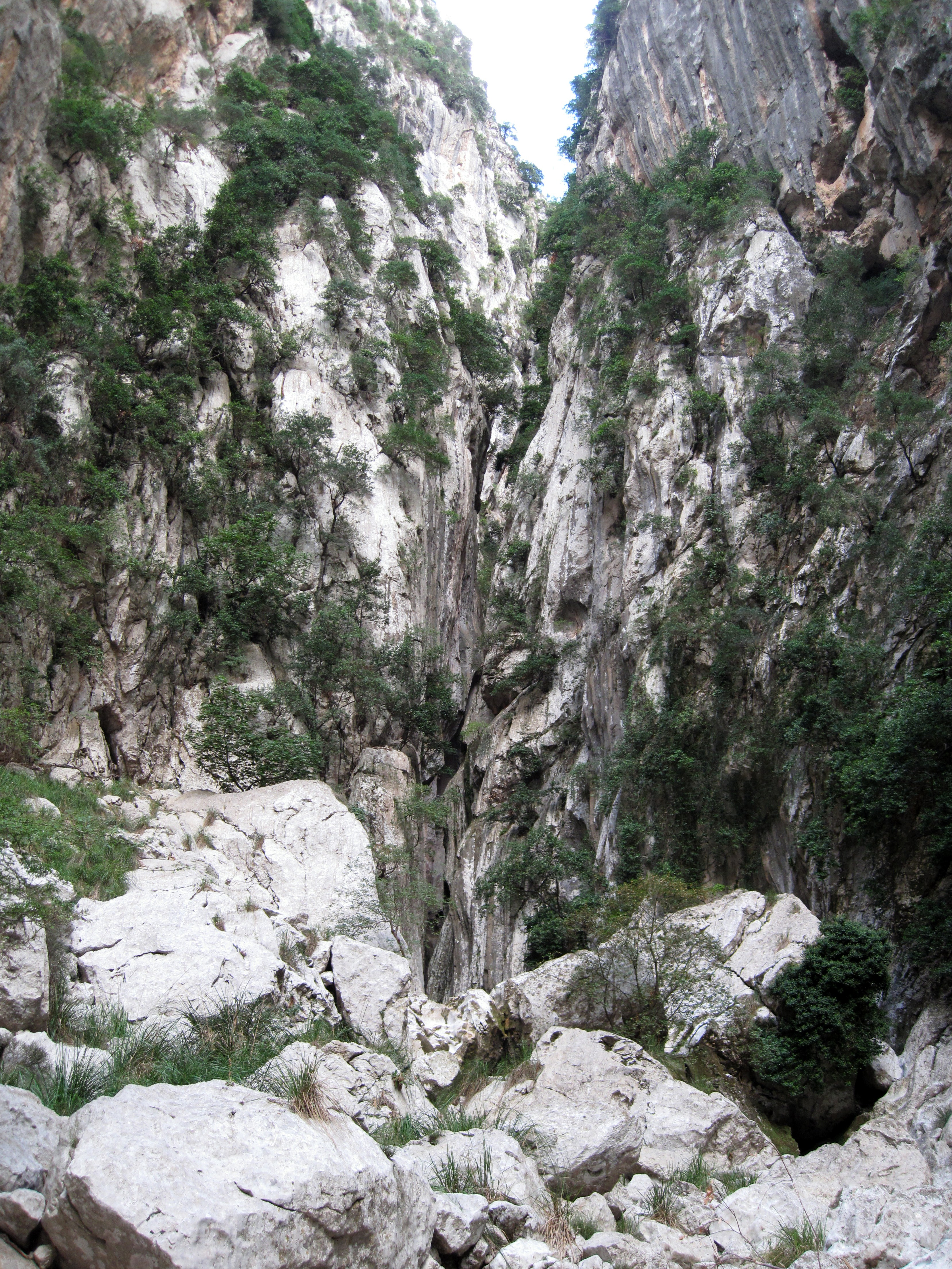
Interior del torrente

Sa Fosca es el nombre que recibe un tramo del recorrido del torrente del Gorg Blau, torrente situado en la Sierra de Tramontana, en la isla de Mallorca. Por extensión, se usa la expresión "ir a bajar sa fosca" con el significado de recorrer total o parcialmente el torrente del Gorg Blau, siempre incluyendo el tramo oscuro que tiene el barranco. Realizado por primera vez en el año 1964 por los excursionista M. Oliver, T. Suárez y B. Morey, puede considerarse un descenso histórico dado que hasta entonces el barranquismo no era un deporte tecnificado ya que fue en los años setenta cuando empezaron a realizarse los grandes descensos a nivel mundial. El nombre de Sa Fosca (La Oscura) hace referencia al tramo final del barranco, tramo en el que las paredes laterales alcanzan tal altitud y forma que la luz no llega hasta el fondo y obliga al uso de iluminación artificial para su recorrido.
Se origina en el Gorg Blau (actualmente un pantano) y desemboca en l'Entreforc, donde se une al Torrente de Albarca (con origen en Lluc) y forma el Torrente de Pareis. Su longitud es de 2.500 m, su desnivel de 320 m y su dificultad de grado 5-6 con zona de oscuridad total de 450 metros.
Se puede atravesar totalmente con equipo adecuado, pero es una excursión de mucha dificultad ya que implica el uso de traje de neopreno, el conocimiento del barranco y la destreza en la técnica del deslizamiento con cuerda (rápel).
Según algunos expertos, es el torrente por excelencia: el mejor torrente de toda Europa, dadas sus formaciones, dimensiones y orografía. Consta de más de 40 saltos repartidos en más de 6 kilómetros de recorrido entre paredes que llegan a alcanzar los 300 metros de altura.
El Gobierno de las Islas Baleares acordó en 2002 declarar Sa Fosca y el Torrente de Pareis Monumento Natural.